# 18 Hits
18 Hits è un album di raccolta del gruppo musicale svedese ABBA, pubblicato nel 2005.

## Tracce
1. The Winner Takes It All – 4:56
2. Super Trouper – 4:14
3. Waterloo – 2:47
4. Gimme! Gimme! Gimme! (A Man After Midnight) – 4:51
5. The Name of the Game – 4:52
6. Ring Ring – 3:04
7. I Do, I Do, I Do, I Do, I Do – 3:17
8. S.O.S. – 3:21
9. Fernando – 4:13
10. Hasta Mañana – 3:08
11. Mamma Mia – 3:33
12. Lay All Your Love on Me – 4:36
13. Thank You for the Music – 3:50
14. Happy New Year – 4:24
15. Honey, Honey (Swedish Version) – 2:58
16. Waterloo (French Version) – 2:41
17. Ring Ring (German Version) – 3:10
18. Dame! Dame! Dame! (Spanish Version of Gimme! Gimme! Gimme! (A Man After Midnight)) – 4:52

## Formazione
- Agnetha Fältskog - voce principale (1, 4, 8, 10, 12, 13-14, 18), voce (3, 5, 6-7, 11, 15-17), cori
- Anni-Frid Lyngstad - voce principale (2, 9), voce (3, 5-7, 11, 15-17), cori
- Björn Ulvaeus - chitarra acustica, cori
- Benny Andersson - sintetizzatore, tastiera, cori